# 金仁慶
金仁慶（?—?），新罗宗室，追封懿興王，又名金官柔，新罗第56任国王敬順王金傅的祖父，新罗第46任国王文圣王金庆膺之曾孙。

## 生平
金仁慶是上大等金安之孙，角干金敏恭之子。金仁慶官至角干、第三宰相舒發翰。金仁慶有子金億廉、金孝宗。金億廉的女儿嫁给了高丽太祖，為神成王后金氏，即高丽显宗的母亲。孝恭王六年（902年）三月，以大阿湌孝宗爲侍中。景哀王被后百济杀死后，甄萱立金仁慶的孙子、金孝宗之子金傅为敬順王。敬順王元年（927年）十一月, 追尊金仁慶爲懿興大王。

## 家族
- 曾祖父：文聖王
- 祖父：上大等金安，追封弘毅大王
- 父亲：角干金敏恭，追封眷興大王
- 夫人：昭淑王后金氏、明淑王后金氏
  - 儿子：侍中金孝宗，追封神興大王
    - 孙子：敬順王金傅
    - 孙媳：竹房夫人
      - 曾孙：麻衣太子
      - 曾孙：金德摯，法号梵空

    - 孙媳：樂浪公主，高丽太祖之女
      - 曾孙女：獻肅王后金氏，高丽景宗王伷夫人

    - 孙媳：夫人王氏

  - 儿子：金億廉
    - 孙女：神成王后
    - 孙女婿：高丽太祖
      - 外曾孙：高丽显宗